# 1991-es brit Formula–3-as bajnokság
Az 1991-es Brit F3-as bajnokság volt a sorozat negyvenegyedik kiírása. A szezon március 17-én kezdődött Silverstone-ban és október 13-án ért véget, Thruxtonban.
A bajnokságot Rubens Barrichello nyerte David Coulthard és Gil de Ferran előtt.

## Versenynaptár
| #  | Helyszín       | Időpont        | Pole-pozíció       | Leggyorsabb kör    | Győztes versenyző  | Győztes csapat         |
| -- | -------------- | -------------- | ------------------ | ------------------ | ------------------ | ---------------------- |
| 1  | Silverstone    | Március 17.    | Rubens Barrichello | Rickard Rydell     | Rickard Rydell     | TOM'S                  |
| 2  | Thruxton       | Április 1.     | Rubens Barrichello | Rubens Barrichello | Rubens Barrichello | West Surrey Racing     |
| 3  | Donington Park | Április 21.    | Rickard Rydell     | Steve Robertson    | David Coulthard    | Paul Stewart Racing    |
| 4  | Brands Hatch   | Április 28.    | Rickard Rydell     | Gil de Ferran      | David Coulthard    | Paul Stewart Racing    |
| 5  | Brands Hatch   | Május 19.      | Gil de Ferran      | Gil de Ferran      | Gil de Ferran      | Edenbridge Racing      |
| 6  | Thruxton       | Május 27.      | Rubens Barrichello | Rubens Barrichello | Steve Robertson    | Bowman Racing          |
| 7  | Silverstone    | Június 9.      | Rubens Barrichello | Rubens Barrichello | David Coulthard    | Paul Stewart Racing    |
| 8  | Donington Park | Június 23.     | Rubens Barrichello | Rubens Barrichello | Rubens Barrichello | West Surrey Racing     |
| 9  | Silverstone    | Június 29.     | Gil de Ferran      | Gil de Ferran      | Gil de Ferran      | Edenbridge Racing      |
| 10 | Silverstone    | Július 13.     | Gil de Ferran      | Rubens Barrichello | Gil de Ferran      | Edenbridge Racing      |
| 11 | Snetterton     | Augusztus 4.   | Rubens Barrichello | Marcel Albers      | David Coulthard    | Paul Stewart Racing    |
| 12 | Silverstone    | Augusztus 26.  | Gil de Ferran      | Jordi Gené         | Hideki Noda        | Alan Docking Racing    |
| 13 | Brands Hatch   | Szeptember 1.  | Gil de Ferran      | Rubens Barrichello | David Coulthard    | Paul Stewart Racing    |
| 14 | Donington Park | Szeptember 15. | Rubens Barrichello | Rubens Barrichello | Rubens Barrichello | West Surrey Racing     |
| 15 | Silverstone    | Október 6.     | Rubens Barrichello | Rubens Barrichello | Rubens Barrichello | West Surrey Racing     |
| 16 | Thruxton       | Október 13.    | Rubens Barrichello | Jordi Gené         | Steve Robertson    | Steve Robertson Racing |

## A bajnokság végeredménye
| #   | Versenyző          | Csapat                               | Pont |
| --- | ------------------ | ------------------------------------ | ---- |
| 1   | Rubens Barrichello | West Surrey Racing                   | 74   |
| 2   | David Coulthard    | Paul Stewart Racing                  | 66   |
| 3   | Gil de Ferran      | Edenbridge Racing                    | 54   |
| 4   | Jordi Gené         | West Surrey Racing                   | 50   |
| 5   | Marcel Albers      | Alan Docking Racing                  | 43   |
| 6   | Rickard Rydell     | TOM'S                                | 41   |
| 7   | Noda Hideki        | Alan Docking Racing                  | 36   |
| 8   | Steve Robertson    | Bowman Racing Steve Robertson Racing | 32   |
| 9   | Oswaldo Negri      | Bowman Racing                        | 9    |
| 10  | Eduar Merhy Neto   | Paul Stewart Racing                  |      |
| =11 | Olivier Beretta    | Bowman Racing                        | 1    |
| =11 | Pedro Diniz        | West Surrey Racing                   | 1    |
| =11 | André Ribeiro      | Paul Stewart Racing                  | 1    |
| =11 | Mikke van Hool     | Edenbridge Racing                    | 1    |

## Fordítás
- Ez a szócikk részben vagy egészben  a(z)   1991 British Formula Three season című angol Wikipédia-szócikk fordításán alapul.  Az eredeti cikk szerkesztőit annak laptörténete sorolja fel. Ez a jelzés csupán a megfogalmazás eredetét és a szerzői jogokat jelzi, nem szolgál a cikkben szereplő információk forrásmegjelöléseként.

## Külső hivatkozások
- A sorozat hivatalos honlapja